# Bossche derby
De Bossche derby was een voetbalwedstrijd tussen de clubs BVV (en opvolger FC Den Bosch) en Wilhelmina. Beide clubs komen uit de Noord-Brabantse plaats 's-Hertogenbosch. Van 1960 tot het seizoen 1965/66 is de wedstrijd achtmaal gehouden. Na het seizoen 1966/67 sloot Wilhelmina zich aan bij FC Den Bosch, waarna de club afdaalde naar het amateurvoetbal.

## Uitslagen
| Seizoen | Competitie             | Thuisploeg   | Uitslag | Uitploeg     | Doelpuntenmakers                                                       | Doelpuntenmakers                  |
| Seizoen | Competitie             | Thuisploeg   | Uitslag | Uitploeg     | Thuisploeg                                                             | Uitploeg                          |
| ------- | ---------------------- | ------------ | ------- | ------------ | ---------------------------------------------------------------------- | --------------------------------- |
| 1960/61 | KNVB beker 1960/61     | BVV          | 4–1     | Wilhelmina   | Fred Petterson (2x), Daan Netten, Sepp Seemann                         | Martin Kastelijn                  |
| 1962/63 | Tweede divisie 1962/63 | BVV          | 5–2     | Wilhelmina   | Pierre van Dalsen (2x), Gerrie van den Hout, Math Pieters, Jan Gösgens | Jan Burg, Willy van den Hurk      |
| 1962/63 | Tweede divisie 1962/63 | Wilhelmina   | 0–2     | BVV          |                                                                        | Daan Netten, Pierre van Dalsen    |
| 1964/65 | Tweede divisie 1964/65 | BVV          | 0–1     | Wilhelmina   |                                                                        | Frans Burg                        |
| 1964/65 | Tweede divisie 1964/65 | Wilhelmina   | 2–2     | BVV          | Toon Pennings, Gerard Weber                                            | Theo Borsten (2x)                 |
| 1965/66 | Tweede divisie 1965/66 | FC Den Bosch | 2–0     | Wilhelmina   | Frans Olde Riekerink (2x)                                              |                                   |
| 1965/66 | Tweede divisie 1965/66 | Wilhelmina   | 1–1     | FC Den Bosch | Jan Burg                                                               | Toon Brusselers                   |
| 1965/66 | KNVB beker 1965/66     | Wilhelmina   | 2–3     | FC Den Bosch | Nico Gloudemans, Bert Harmse                                           | Theo Borsten (2x), Karel Paulides |

## Statistieken
| Wedstrijdenstatistieken | Wedstrijdenstatistieken | Wedstrijdenstatistieken | Wedstrijdenstatistieken | Wedstrijdenstatistieken | Wedstrijdenstatistieken | Wedstrijdenstatistieken | Wedstrijdenstatistieken |
| Competitie              | Wedst.                  | FCDB                    | Gelijk                  | WIL                     | DFCDB                   | DWIL                    |                         |
| ----------------------- | ----------------------- | ----------------------- | ----------------------- | ----------------------- | ----------------------- | ----------------------- | ----------------------- |
| Tweede divisie          | 6                       | 3                       | 2                       | 1                       | 12                      | 6                       |                         |
| KNVB beker              | 2                       | 2                       | 0                       | 0                       | 7                       | 3                       |                         |
| TOTAAL                  | 8                       | 5                       | 2                       | 1                       | 19                      | 9                       |                         |